# Deux Êtres
Pour plus de détails, voir Fiche technique et Distribution.
Deux Êtres (Två människor) est un film suédois réalisé par Carl Theodor Dreyer en 1945.

## Synopsis
Le film raconte en une seule nuit et un seul lieu, l'histoire d'un psychiatre éminent, accusé d'avoir copié la thèse de son collègue, bientôt assassiné.

## Réception
Ce film a été renié par son réalisateur, lui-même le considérant comme « complètement raté »,.

## Fiche technique
- Titre : Deux Êtres
- Titre original : Två människor
- Réalisation : Carl Theodor Dreyer
- Scénario : Carl Theodor Dreyer d'après la pièce de théâtre Attentat de W. O. Somin
- Traduction des dialogues : Herbert Grevenius
- Musique : Lars-Erik Larsson
- Photographie : Gunnar Fischer
- Montage : Carl Theodor Dreyer et Edvin Hammarberg
- Production : Hugo Bolander
- Société de production : Svensk Filmindustri
- Pays de production :  Suède
- Genre : Drame
- Durée : 78 minutes
- Date de sortie : 
  - Suède : 23 mars 1945

## Distribution
- Georg Rydeberg : Arne Lundell
- Wanda Rothgardt : Marianne Lundell
- Gabriel Alw : Prof. Sander
- Stig Olin : Svenning